# 同門義
《同門義》（香港譯名:同根生）是一部網絡影視平台電影，拍攝於2018年，優酷獨家播放，由升龍影視製作，徐梓耀導演及編劇，陳宇琛兼任執行監製及領銜主演，演員包括孫昊、孫宏胤、張建聲、王俐丹、魏焌皓、徐浩昌、
丘翊鵬

## 劇情
捕魚為生的水上人逐漸隨著時代進步而被淘汰，文鋒（陳宇琛飾演）眼見年青的水上人無以為繼生活艱難，只好利用熟悉海洋的優勢來另闢出路，以身犯險帶領年青水上人經營走私業務，嚴敏（張建聲飾演）擔心深得人心的文鋒影響到自己在水上人當中一人之下萬人之上的地位，故此暗中離間，導致文鋒、大山（孫宏胤飾演）及阿信（孫昊飾演） 三兄弟同門決裂手足相殘，轉眼數年過去，出獄後的文鋒發現昔日的兄弟們經已變得利慾薰心無惡不作，文鋒悔不當初，決定說服昔日的兄弟懸崖勒馬改過自身...

## 領銜主演
- 陳宇琛 飾 文鋒
- 孫昊 飾 阿信
- 孫宏胤 飾 大山
- 張建聲 飾 嚴敏
- 王俐丹 飾 子婷
- 魏焌皓 飾 鬼仔東
- 徐浩昌 飾 豬頭
- 丘翊鵬 飾 左手

## 外部連結
- 預告片《同門義》 （页面存档备份，存于）